# Брестский завод бытовой химии
Брестский завод бытовой химии (ОАО «БЗБХ»; бел. Брэсцкі завод бытавой хіміі) — белорусское предприятие, располагавшееся в Бресте в 1970—2019 годах.

## История
В 1970 году в Бресте началось строительство завода бытовой химии, первая очередь которого была введена в эксплуатацию в 1973 году, вторая — в 1975 году. Завод входил во Всесоюзное государственное хозрасчётное объединение по производству товаров бытовой химии «Союзбытхим» Министерства химической промышленности СССР. В 1998 году завод преобразован в открытое акционерное общество. В 2005 году в составе завода были два цеха — аэрозольных препаратов и синтетических моющих средств, клеёв и полимерной тары. По состоянию на 2005 год завод производил синтетические моющие средства, шампуни, лаки и муссы для укладки волос, пену для бритья, антисептики, инсектициды и смазки. Завод, в частности, выпускал лак для волос «Прелесть».
В конце 1999-х — 2000-е годы заводом владела российская компания, которая впоследствии открыла свой завод в России. Вскоре предприятие выкупил брестский бизнесмен, против которого в 2016 году было возбуждено два уголовных дела. 30 ноября 2016 года на предприятии началась процедура санации, в 2019 году было принято решение о ликвидации предприятия. К 2017 году на заводе работало 98 человек, а цехами предприятия пользовались почти 30 предприятий. Брестский горисполком предлагал китайским бизнесменам инвестировать в завод. 30 ноября 2019 года завод был признан банкротом с началом ликвидационного производства до 30 сентября 2020 года. Впоследствии срок ликвидационного производства неоднократно продлевался.